# 安能務
安能 務（あのう つとむ、1932年10月12日 - 2000年4月、生年は1922年、1925年説もあり）は、日本の小説家。日本統治時代の台湾生まれ、香港大学卒。詳細なプロフィールは公表されなかった。

## 概要
1980年代後半から没するまで古代中国を舞台に長編の歴史小説（演義）を著した。代表作は『封神演義』『隋唐演義』『三国演義』がある。一連の作品は、題名からして一見翻訳のように受け取られるが、著作の大半は原著者名の標記はなく、底本（タネ本と呼んでいる）に批判・薀蓄を組み込んでリライトした長編小説である。
作者自身は各作品の前書きにそれらの点について記載はしており、また学術的根拠の乏しさや登場人物の日本語ルビ振りで批判を受けるものの、中国人の思考や物の見方及びその習俗を分かり易く説明しており、これまでの「日本人の常識に基づいて翻訳された作品」とは一線を画している。
『八股（パクー）と馬虎（マフー）』「あとがき」で、自らの著作については、（中国人特有の、事実を重視しない文化のため）「一次資料」や「客観性」への疑問を提起した上で、自己の意見を述べるしかない、読者は数ある意見の一つとして受け取ってほしいと記している。

## 著作一覧
- 『封神演義』 講談社文庫（上中下）、1988-89年。上：ISBN 978-4061843202、中：ISBN 978-4037443603、下：ISBN 978-4061843226
- 『春秋戦国志』 講談社文庫（上中下）、1991-92年。上：ISBN 978-4061850132、中：ISBN 978-4061850149、下：ISBN 978-4061850156
- 『中華帝国志』 講談社文庫（上中下）、1993年。副題：上「治乱興亡篇」ISBN 978-4061854796、中「権謀術数篇」ISBN 978-4061854994、下「離合集散篇」ISBN 978-4061855243
- 『八股と馬虎－中華思想の精髄』 講談社文庫、1995年。ISBN 978-4061857544
- 『始皇帝－中華帝国の開祖』 文藝春秋、1995年／文春文庫、1998年、新装版2019年。ISBN 4167607018
- 『韓非子』（上下）、文藝春秋、1997年／文春文庫、2000年。副題：上「乱世の君主論」ISBN 978-4167607029、下「一統の帝王学」ISBN 978-4167607036。伝記小説ではなく「韓非子」を独自の見解で講述
- 『隋唐演義』（上中下）、講談社、1997年／講談社文庫、1999年。上：ISBN 978-4062646949、中：ISBN 978-4062646956、下：ISBN 978-4062646963
- 『三国演義』（全6巻）、講談社、1998-99年／講談社文庫、2001年。1：ISBN 978-4062730938　2：ISBN 978-4062730945　3：ISBN 978-4062731232　4：ISBN 978-4062731249　5：ISBN 978-4062731256　6：ISBN 978-4062731263
- 『権力とは何か－中国七大兵書を読む』 文春新書、1999年。ISBN 978-4166600717。初の著者紹介がなされた
- 監修『「封神演義」完全ガイドブック』 講談社文庫、2002年。ISBN 978-4062733809

## 注・出典
1. ↑  『始皇帝－中華帝国の開祖』文春文庫 表紙折り返しの著者紹介に、1932（昭和7）年、とある。
2. ↑  『権力とは何か－中国七大兵書を読む』 文春新書　1999年の奥付けのプロフィルに1922年とある。
3. ↑  『韓非子』（上下） 文春文庫 2000年 表紙折り返しの著者紹介に1925（大正14）年とある。